# Анрі де ла Тур д'Овернь, герцог Бульонський
Анрі (Генріх) де ла Тур д'Овернь (фр. Henri de La Tour d'Auvergne; 28 вересня 1555 — 25 березня 1623) — французький аристократ, військовий та політичний діяч часів Релігійних війн у Франції, маршал, 1-й герцог Бульонський роду ла Тур д'Овернь.

## Життєпис

### Молоді роки
Походив з овернського роду Ла Тур. Син Франциска III де ла Тур д'Овернь, віконта Тюренн, та Елеонори Монморансі, доньки маршала Анн I де Монморансі. Народився 1555 року у замку Жозе. Наступного року померла його мати, а 1556 року загинув батько. Спочатку ним опікувався король Генріх II. У 1565 році доручається принцу Франциску Алансонському.
При королівському дворі Анрі затоваришував з Генріхом Наваррським (майбутнім королем Франції Генріхом IV). Водночас молодий віконт Тюренн отримав тут освіту та знання придворного життя. Незважаючи на належність до протестантизму (гугенотів), зміг врятуватися під час Варфоломеївської ночі 1572 року. Вимушений був перейти у католицтво.

### Участь у релігійних війнах
1573 року був присутній у військовому таборі королівської армії на чолі із Генріхом Анжуйським (майбутнім королем Генріхом III) під час облоги міста Ла-Рошель. Наступного року увійшов до прихильників Месьє (так стали звати Франциска Алансонського, колишнього патрона Анрі де ла Тура). У 1574 році брав участь в змові, що отримала назву «Змова Незадоволених». Їх метою було посилення впливу герцога Алансонського. Тюренн запропонував захопити міста Ангулем та Сен-Жан-д'Анделі, захопити королівський флот, а потім з'єднатися з армією гугенотів. Але план змовників було викрито. В результаті Тюренн вимушений був тікати на південь Франції. Тут він приєднався до впливового військовика гугенотів Лану. Останній у 1575 році відправив Ла Тура на допомогу місту Монтобан.
У 1576 році повертається в кальвінізм. Того ж року призначається генерал-лейтенантом Верхнього Лангедоку. Брав участь у сьомій релігійній війні (1579—1580 роки). У 1579 році в Неракі був учасником перемовин з королівськими представниками, що завершилися угодою. За нею гугеноти отримали 14 міст. Тоді ж стає коханцем королеви Маргарити. 1580 року призначається головою королівської ради Наварри.
У 1585 році очолив загін, що виступив на північ Франції. Того ж року зайняв важливу прикордонну фортецю Туль, чим забезпечив можливість надходження поповнення з боку протестантських князів Німеччини. У 1587 році рушив на з'єднання з військом Карла Бурбона, графа Суассона. Того ж року звитяжив у битві при Кутра, де керував правим флангом. Тут зазнала поразки королівська армія на чолі із Анном де Жуайєзом. У 1588 році увійшов до Ради протестантських церков.
У 1590 році відзначився в битві при Іврі та першій облозі Парижу. У 1591 році одружився з представницею нідерландського аристократичного роду де ла Марк, спадкоємицею герцогства Бульон та князівства Седан. Але вже у 1594 році став удівцем.
У 1592 році рушив до Шампані, де переміг Карла III, герцога Лотаринзького — союзника Філіпа II, короля Іспанії. За це того ж року отримує звання маршала. У 1594 році король Генріх IV визнав права ла Тура на герцогство Бульонське та князівство Седан. У 1595 році в битві при Дуллані разом з Франсуа Орлеан-Лонгвілєм та Андре де Бранкасом зазнав поразки від іспанської армії. Того ж року вдруге оженився на представниці роду Нассау-Оранських. У 1596 році став послом до Англії, де відновив союз між королівствами. У 1597—1598 роках брав участь у військовій кампанії проти Іспанії на півдні Нідерландів та Лотарингії.

### Змова проти короля
У 1602 році став учасником змови Бірона, але зумів домогтися прощення від короля. У 1604 році знову розпочав інтриги проти короля Генріха IV Бурбона, в результаті чого той вирішив остаточно приборкати Анрі де Тюренна. Королівська армія у 1606 році взяла в облогу Седан, яка недовго тривала. Тюренн вимушений був передати усі фортеці у герцогстві Бульон.

### Останні роки
У 1610 році, після смерті Генріха IV, повернув собі усі права та маєтності, а також увійшов до Регентської ради. Потім брав участь в інтригах проти міністра Сюллі. У 1616—1617 роках виступав проти впливого міністра Кончіні. В подальшому активно виступав проти королеви-матері Марії Медичі. Водночас надав допомогу гугенотам, але у 1621 році під час наради у Ла-Рошелі відмовився очолити військо протестантів.
З 1610-х років переважно мешкав лише у Седані. В цей час багато зробив для розбудови герцогства Бульон та князівства Седан — було поліпшено роботи поліції, громадського порядку, вирішував питання гігієни, правосуддя та фінансів. Ще раніше, наприкінці 1590-х років, ним було утворено своєрідний кальвіністський університет під назвою Седанська академія. Став фундатором академії військових вправ. При цьому Седан перетворено у потужну фортецю.
Також Анрі де ла Тур д'Овернь є автором мемуарів, де надав опис подій релігійних війн та історії після смерті Генріха IV. Помер він 25 березня 1623 року у м. Седан.

## Родина
1. Дружина — Шарлота (1574—1594), донька Генріха де ла Марка, герцога Бульонського
Діти:
- син помер при народжені

2. Дружина — Єлизавета (1577—1642), донька Вільгельма I Оранського, штатгальтера Нідерландів
Діти:
- Луїза (1596—1607)
- Марі (1599—1665), дружина Генріха Ла Тремуйль, герцога Туара
- Жюльєн-Катрін (1604—1637), дружина Франциска I де Ларошфуко, графа де Русі
- Фредерік-Моріс (1605—1652), 2-й герцог Бульонський
- Єлизавета-Шарлота (1607—1685), дружина Гая Альдонса I де Дюофора, маркіза Дюраса
- Генрієта-Катерина (1609—1677), дружина Аморі III Гойон, маркиза Ла Мюссе та графа Квентін
- Анрі (1611—1675), головний маршал Франції
- Шарлота (1613—1662)

3. Коханка — Адель Корре
Діти:
- Анрі (д/н)